# Навчальні видання
Навчальне видання — це видання систематизованих відомостей наукового або прикладного характеру, викладених у зручній для вивчення і викладання формі.
Навчальні видання — особливий вид видань, створений у відповідній формі та покликаний допомогти широкому загалу конкретних користувачів (учнів, студентів, аспірантів, викладачів) в опануванні ними змісту конкретного навчального предмета.
Зовнішньою ознакою навчального видання є зазначення на його вихідних даних рекомендаційного грифа відповідного освітнього міністерства, відомства, навчального чи наукового закладу, а також проходження визначеного порядку рецензування.
На початку XXI ст. в Україні основними навчальними виданнями є:
- Конспект лекцій
- Посібник
- Підручник

На останні два Міністерство освіти і науки України видає спеціальний дозвіл.